# Macronemus rufescens
Macronemus rufescens är en skalbaggsart som först beskrevs av Bates 1862.  Macronemus rufescens ingår i släktet Macronemus och familjen långhorningar. Inga underarter finns listade i Catalogue of Life.